# Johannes Erwig
Johannes Erwig (født Madsen 25. januar 1891 i Odense, død 5. marts 1926 i København) var en dansk typograf og kommunist.
Efter uddannelse som typograf flyttede Johannes Erwig til København, hvor han i 1912 kom i forbundsledelsen i Socialdemokratisk Ungdomsforbund (SUF). Han tog på Roskilde Højskole og gik i 1913 på valsen i Europa. Hjemvendt blev han i 1914 medlem af redaktionen for SUF's blad Fremad og i 1915 indtrådte han atter i forbundsledelsen.
Sammen med Ernst Christiansen, som deltog i oprettelsen af Ungdomsinternationalen i Bern i 1915, repræsenterede Johannes Erwig SUF på den 3. Zimmerwald-konference i Stockholm i 1917. Efter krigens ophør mente SUF, at Socialdemokratiet skulle droppe den hidtidige politiske linje, der lagde vægt på kompromiser og alliancer. I stedet burde partiet vende tilbage til den socialistiske klassekamp. Stauning skulle udtræde af regeringen, partiet skulle stemme imod alle bevillinger til Forsvaret og al forbindelse med Kongehuset skulle afbrydes, mente man på SUF's venstrefløj, anført af Ernst Christiansen, Sigvald Hellberg og Johannes Erwig. På ungdomsforbundets kongres i påsken 1919 viste det sig, at forbundet var delt i to grupper, som var næsten lige store. Et stort mindretal afviste kravene fra venstrefløjen i organisationen, og efter en urafstemning stod det klart, at den hidtidige ledelses linje nød opbakning blandt flertallet af medlemmerne.
I 1919 gik SUF og Socialdemokratiet hver til sit. SUF blev til Danmarks Venstresocialistiske Parti, og Johannes Erwig blev redaktør for det nye partis blad, Arbejdet, og desuden politisk redaktør på Arbejderbladet (1921-1922), da Arbejdet og Solidaritet blev fusioneret. Danmarks Venstresocialistiske Parti blev i 1920 til Danmarks Kommunistiske Parti, men blev igen sprængt senere året. DKP etablerede nu ugebladet Klassekampen, som Erwig var redaktør for i et halvt års tid.
Derefter arbejdede han som typograf og etablerede Ny Tids Forlag, der blandt andet udgav flere værker af Upton Sinclair. Han var derudover medlem af DKP's centralkomité.
I 1926 døde han, blot 35 år gammel, som følge af bylder på lungerne.